# Feliz Ano Velho
Feliz Ano Velho é um romance brasileiro de autoria de Marcelo Rubens Paiva lançado em 1982.

## Sinopse
Trata da experiência autobiográfica do autor, que relata o acidente que o deixou tetraplégico depois de um mergulho em um lago às margens da Rodovia dos Bandeirantes, em 14 de dezembro de 1979, após bater acidentalmente com a cabeça no fundo do lago, perdendo os movimentos do corpo. Ele é transferido de um hospital a outro enfrentando médicos reticentes. Mostra a dificuldade que muitas pessoas sofrem com essa situação e a força de vontade que um homem tem de ter para se inserir novamente na sociedade, enfrentando seus problemas e medos.
Durante a ditadura militar, o narrador-personagem narra a repressão social e a barragem aos cidadãos de qualquer participação social que se oponha ao regime, além da invasão de seis militares em sua casa que levaram seu pai, o deputado federal Rubens Beyrodt Paiva, que Marcelo Rubens Paiva não voltaria a ver. 
Durante esse período de recuperação, Marcelo conta com carisma e sinceridade detalhes de sua infância e de sua juventude. Desvela seus casos amorosos, retrata sua carreira musical. Jovem ativo, participava do quadro político da Universidade Estadual de Campinas, onde cursava engenharia agrícola.
E, apesar de todas as dificuldades e de enfrentá-las com o mesmo constante bom humor, Marcelo insiste em dizer que não é exemplo algum, quiçá herói e parece fazer questão de, algumas vezes, mostrar-nos suas fraquezas, seu machismo, vaidade e em tantas até mesmo baixa maturidade.

## Características
Narrado em primeira pessoa e de forma não linear, a linguagem das memórias do autor é coloquial e direta, com o uso do deboche e da ironia para lidar com a frustração de perder a independências e com a saudade do passado, como o desaparecimento de seu pai, o deputado Rubens Paiva, que permeia toda a narrativa.  
Há fragmentos que reconstroem a cidade de Campinas no fim da década de 1970 junto à vida universitária de Paiva.  
A obra contém sete capítulos: 
- "Biiiiiiin”: a onomatopeia que reproduz o som de uma colisão nomeia o capítulo que narra o acidente de Marcelo Rubens Paiva em 1979 em uma festa da Unicamp;
- “Do lado de cá dos trilhos”: descreve o contexto sobre o qual Paiva cresceu, evidenciando o a classe privilegiada na qual o autor nasceu, o que permitiu estudar em escolas particulares e comprar boas roupas;
- “UTI – Unidade de terapia intensiva": no hospital, acorda numa sala de UTI e fica em choque ao entender sobre seu estado de saúde, exposto por sua mãe, Eunice Paiva;
- “Hospital Paraíso": a partir de flashbacks, descreve-se a vivência com seu pai, assim como o trauma de seu desaparecimento durante a Ditadura militar brasileira. Então, a história passa a deter o caráter de denúncia mais explicitamente;
- “Apartamento”: com o tratamento domiciliar, sua família contratou uma enfermeira e um fisioterapeuta particular;
- "Uma avenida paulista": por meio da fisioterapia, Paiva consegue retomar alguns lazeres, como passear por São Paulo;
- "Início de dezembro - 1980": o autor relata, com certa melancolia, o ciclo de mudanças ocorridas desde o acidente, como um processo de luta contínuo. [6]

## Adaptações
Foi um best-seller da década de 1980, principalmente por sua linguagem livre e coloquial. Essa obra teve várias adaptações para o teatro e gerou um filme em 1987.
A obra também foi vista no longa-metragem Ainda Estou Aqui, dirigido por Walter Salles, baseado no livro Ainda Estou Aqui, também de Marcelo Rubens Paiva. 

## Prêmios
- Prêmio Jabuti - Literatura Adulta (Autor Revelação) de 1983; [8]
- Prêmio Moinho Santista. [9][10]